# Le Muy
Le Muy es una comuna francesa situada en el departamento de Var, en la región de Provenza-Alpes-Costa Azul.

## Geografía
El río Argens y sus afluentes, Nartuby y Endre, atraviesan la comuna, situada en la planicie del Valle del Argens, entre los macizos montañosos de Maures y de Estérel, donde abunda la vegetación de bosques mediterráneos y los cultivos de viñedos.

## Demografía
| 3128 | 3820 | 4280 | 5442 | 7248 | 7826 | 9288 |
| Para los censos de 1962 a 1999 la población legal corresponde a la población sin duplicidades (Fuente: INSEE [Consultar]) |      |      |      |      |      |      |

## Comunicaciones
La carretera D47, que conecta Le Muy con Bagnols-en-Forêt, atraviesa el bosque comunal de Rouët. 

## Historia
En 1536, durante la tercera guerra entre Francisco I de Francia y Carlos I de España, las tropas imperiales invadieron Provenza y sitiaron la localidad en septiembre. En el asalto a la fortaleza resultó herido gravemente el poeta y soldado Garcilaso de la Vega, falleciendo pocos días después, el 14 de octubre en Niza, a donde había sido trasladado.
La comuna fue escenario en la noche del 15 de agosto de 1944 del aterrizaje de tropas aliadas paracaidistas durante el desembarco de Provenza, en la Segunda Guerra Mundial.

## Lugares de interés
- Museo de la liberación, centrado en la Operación Dragoon.
- Gargantas de Pennafort

## Actividades lúdicas
- El conocido como "Le Chante de Le Muy", canto que se suele entonar cuando una persona forastera intenta infiltrarse entre los oriundos del lugar, y que la ridiculiza entre chanzas y chirigotas.
- Mercado semanal jueves y domingo en la localidad.
- Estérel, les Maures y el valle del Argens permiten recorridos a pie, a caballo o en bicicleta por el GR 51.